# Гертме
Гертме (нід. Hertme) — село в нідерландській провінції Оверейсел. Входить до муніципалітету Борне.
Його площа становить 4,87 км², а населення станом на 2021 рік — 540 осіб.

## Галерея

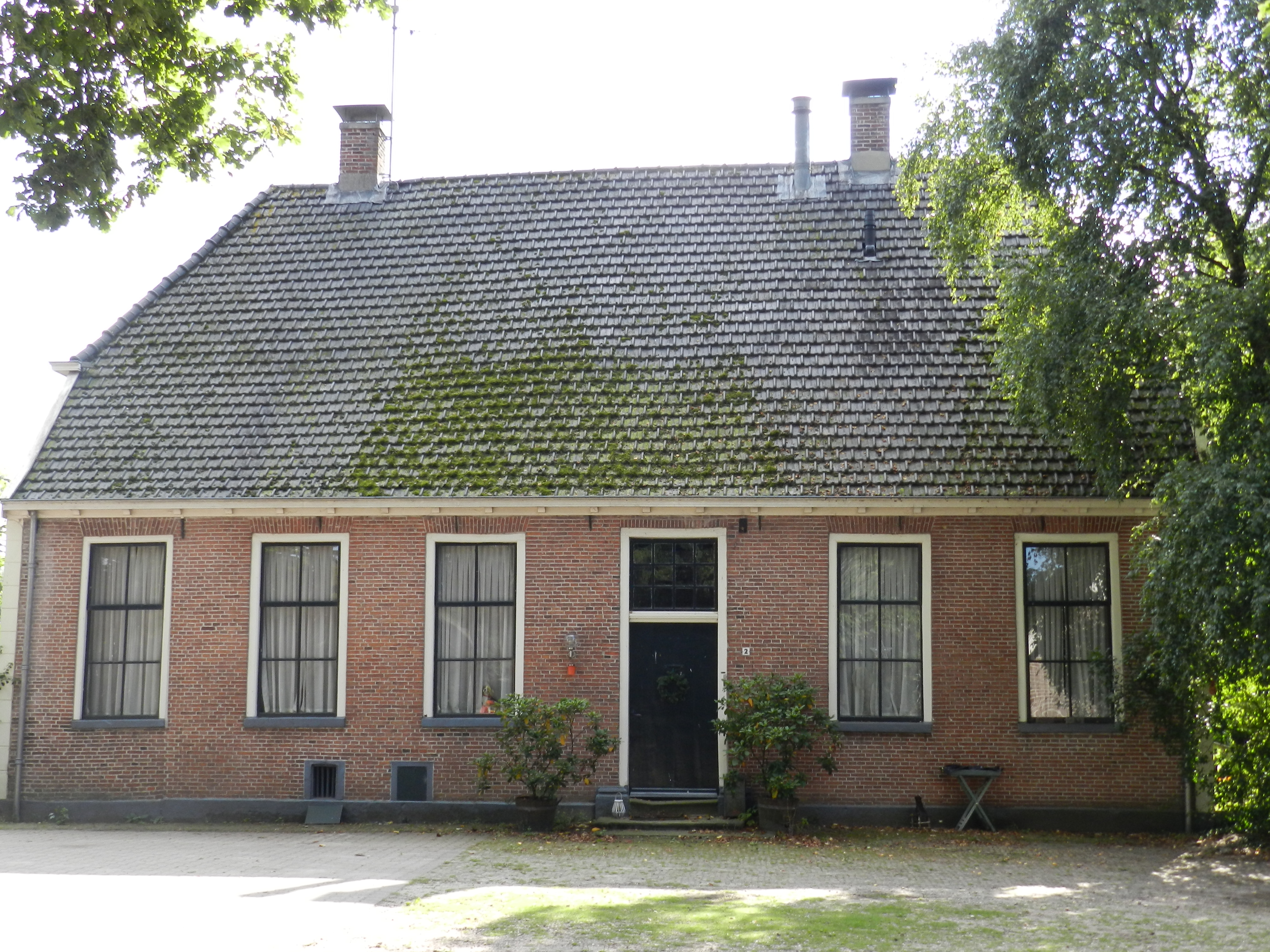
Ферма в Гертме
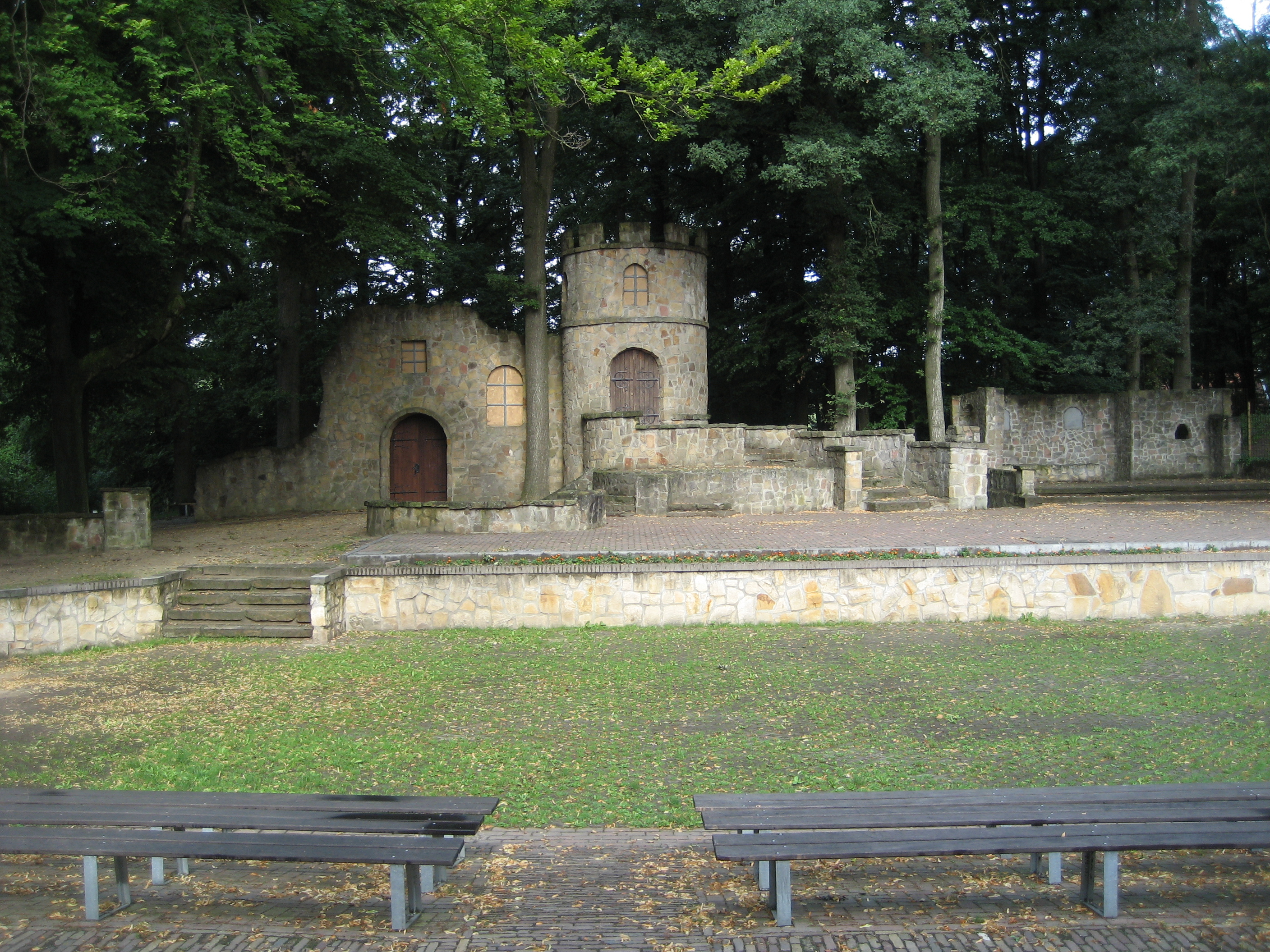
Театр просто неба